# Kerma (física)
La kerma (acrònim de l'expressió anglesa kinetic energy released in material) és la suma de les energies cinètiques inicials de totes les partícules carregades, produïdes per la radiació indirectament ionitzant en un petit volum d'una substància, dividida entre la massa d'aquest volum. El seu símbol és K i en el Sistema Internacional la seva unitat és el J/kg.
En radiologia, l'exposició o capacitat que posseeix un feix de raig X per ionitzar una massa d'aire, això és la càrrega elèctrica dels electrons que es genera per unitat de massa d'aire, i la dosi absorbida (la quantitat d'energia absorbida per unitat de massa d'un material) són en general numèricament similars, però quan s'utilitza el SI, transformar l'exposició en dosis absorbida exigeix la necessitat d'utilitzar factors de conversió. Per aquesta raó, en lloc de l'exposició, s'utilitza la kerma. La kerma en aire es defineix com l'energia cinètica (en joules) transferida pels fotons de raigs X als electrons alliberats per unitat de massa (kg) d'aire ionitzat. La seva unitat, segons el SI, és el Gy (que és igual a J / kg).